# Moritz Otto
Moritz Otto (* 1988 in Düsseldorf) ist ein deutscher Schauspieler.

## Leben
Moritz Otto wuchs in seiner Geburts- und Heimatstadt Düsseldorf auf. Er war 15 Jahre Leistungssportler im Rudern. Seit Sommer 2015 absolvierte er seine Schauspielausbildung an der Schauspielschule der Keller in Köln, die er im Frühjahr 2019 abschloss.
In der Spielzeit 2014/15 gastierte er in der Rolle des Maurerpoliers Paul John in Die Ratten (Regie: Volker Lösch) am Schauspielhaus Düsseldorf. Ab September 2017 gastierte er am Wolfgang Borchert Theater in Münster in der Wiederaufnahme des Schauspiels Das neue Jerusalem, einem Auftragswerk zum 500. Reformationsjubiläum. In der Spielzeit 2017/18 trat er am Wolfgang Borchert Theater außerdem in dem Theaterstück Ghetto von Joshua Sobol auf. Mit dieser Produktion gastierte er im Juni 2018 auch bei der Eröffnung der Privattheatertage im Altonaer Theater.
Otto stand außerdem für einige Film- und TV-Rollen vor der Kamera. Erste TV-Episodenrollen hatte er 2016 und 2017 in der RTL-Produktion Unter uns als Polizeiermittler Bernd Thiel. In der 4. Staffel der Fernsehserie In aller Freundschaft – Die jungen Ärzte (2018) war Moritz Otto in einer Episodenhauptrolle als Dachdeckermeister Robin Bäumler, der schwerverletzt in die Notaufnahme eingeliefert wird, zu sehen. In der 15. Staffel der ZDF-Serie SOKO Wismar (2018) übernahm er eine Episodennebenrolle als Rettungsschwimmer Sören Holtmann.
In der der ersten Staffel der Krankenhausserie In aller Freundschaft – Die Krankenschwestern (Ausstrahlung: ab November 2018), einem Ableger der Serien In aller Freundschaft und In aller Freundschaft – Die jungen Ärzte, spielte Otto eine der Serienhauptrollen, den passionierten und ehrgeizigen Krankenpfleger und Ausbilder Darius Korschin. In der zwischen April 2019 und Juli 2020 im ZDF ausgestrahlten fünfteiligen TV-Reihe Gipfelstürmer – Das Berginternat spielte Otto anschließend eine der durchgehenden Hauptrollen, den „draufgängerischen“ Ruder- und Bouldertrainer David Marr.
In der 6. Staffel der ZDF-Serie Bettys Diagnose (2019) übernahm Otto eine der Episodenhauptrollen als Tänzer und Stripper Chris Bergmann, der mit Gedächtnislücken zum Check-up in die Aufnahmestation kommt. In der 4. Staffel der ZDF-Serie Professor T. (2020) hatte Otto eine der Episodenhauptrollen als Star-Fußballer Lukas Pommer, der unter Verdacht gerät, einen Kölner Boulevard-Journalisten ermordet zu haben. In der 12. Staffel der ZDF-Serie SOKO Köln (2020) spielte Otto eine der Episodenhauptrollen als Fitnesstrainer und tatverdächtiger Ex-Freund einer getöteten ehemaligen Bodybuilderin.
In der Neujahrsfolge 2021 der ZDF-Fernsehreihe Das Traumschiff spielte er Leo Schöne, den Bodyguard einer berühmten Sängerin, der sich als psychopathischer Stalker herausstellt. Im 6. Film der Filmreihe Käthe und ich (Erstausstrahlung: September 2021) übernahm Otto eine der Episodenrollen als Deutsch- und Vertrauenslehrer Dominik Licht, der ein Verhältnis mit seiner minderjährigen Schülerin hat. In der Rosamunde Pilcher-Verfilmung Vier Luftballons und ein Todesfall (2022) war Otto in der männlichen Hauptrolle als verwitweter, alleinerziehender Vater und Notarzt Dr. Lennard Boyle an der Seite von Meriel Hinsching zu sehen.
In der Medical-Drama-Serie Der Schiffsarzt (2022), die im Juni 2022 auf RTL+ erstausgestrahlt wurde, spielte Otto die männliche Hauptrolle, den Schiffsarzt Dr. Eric Leonhard. In der 4. Staffel der TV-Serie WaPo Berlin (2024) spielte er den Extremsportler Giacomo Lund, der unter Verdacht gerät, seinen Sohn entführt zu haben. In der 6-teiligen Anwaltsserie Mandat für Mai (2024) übernahm Otto eine durchgehende Rolle als Revierförster Urs.
Otto lebt in Köln und Düsseldorf.

## Filmografie (Auswahl)
- 2016, 2017: Unter uns (Fernsehserie, Seriennebenrolle)
- 2017: Nachhilfe (Kurzfilm)
- 2017: Full Stop (Kurzfilm)
- 2018: In aller Freundschaft – Die jungen Ärzte (Fernsehserie, Folge Glücksspiel)
- 2018: SOKO Wismar (Fernsehserie, Folge Tod eines Lebensretters)
- 2018: In aller Freundschaft – Die Krankenschwestern (Fernsehserie)
- 2019: Bettys Diagnose (Fernsehserie, Folge Herz oder Verstand)
- 2019: Die Martina Hill Show (Fernsehserie, Nebendarsteller)
- 2019–2020: Gipfelstürmer – Das Berginternat (Fernsehreihe)
- 2020: Professor T. (Fernsehserie, Folge Mathilde Möhring)
- 2020: Morden im Norden (Fernsehserie, Folge Bilder des Todes)
- 2020: SOKO Stuttgart (Fernsehserie, Folge Schmutzige Hände)
- 2020: Frühling – Spuren der Vergangenheit
- 2021: Das Traumschiff – Seychellen (Fernsehreihe)
- 2021: Käthe und ich: Das Adoptivkind (Fernsehreihe)
- 2021: Start the fck up (Fernsehserie, Folge Pitch Perfect)
- 2022: Rosamunde Pilcher: Vier Luftballons und ein Todesfall (Fernsehreihe)
- 2022: Tatort: Hubertys Rache (Fernsehreihe)
- 2022: Der Schiffsarzt (Fernsehserie)
- 2023: Rentnercops (Fernsehserie, Folge Titanendämmerung)
- 2024: WaPo Berlin (Fernsehserie, Folge Schatten der Vergangenheit)
- 2024: SOKO Stuttgart (Fernsehserie, Folge Das Keltengrab)
- 2024: Mandat für Mai (Fernsehserie)
- 2024: SOKO Köln (Fernsehserie, Folge Das Geständnis)